# Classe Hydra (fregata)
Le fregate della classe Hydra della Polemikó Naftikó sono delle navi di progettazione tedesche del tipo MEKO 200. La costruzione di queste navi fu il terzo ordine per le MEKO 200 e venne fatto dalla Grecia nel finire della Guerra fredda. Gli Stati Uniti vennero in aiuto dei greci, finanziando gran parte dell'ordine fatto con questa classe di unità che erano destinate ad ammodernare massivamente la flotta di prima linea, oramai invecchiata essendo costituita, come la flotta turca, da vecchie unità ex-statunitensi.

## Costruzione
Le MEKO 200 HN vennero impostate rapidamente e le metodologie di costruzione utilizzate fecero sì che tra la firma dell'ordine per la prima nave, il 10 febbraio 1989, e l'entrata in servizio della prima unità, avvenuta nel 1992, passarono appena tre anni. Le unità previste erano sei.

La fregata Psara in attività operativa
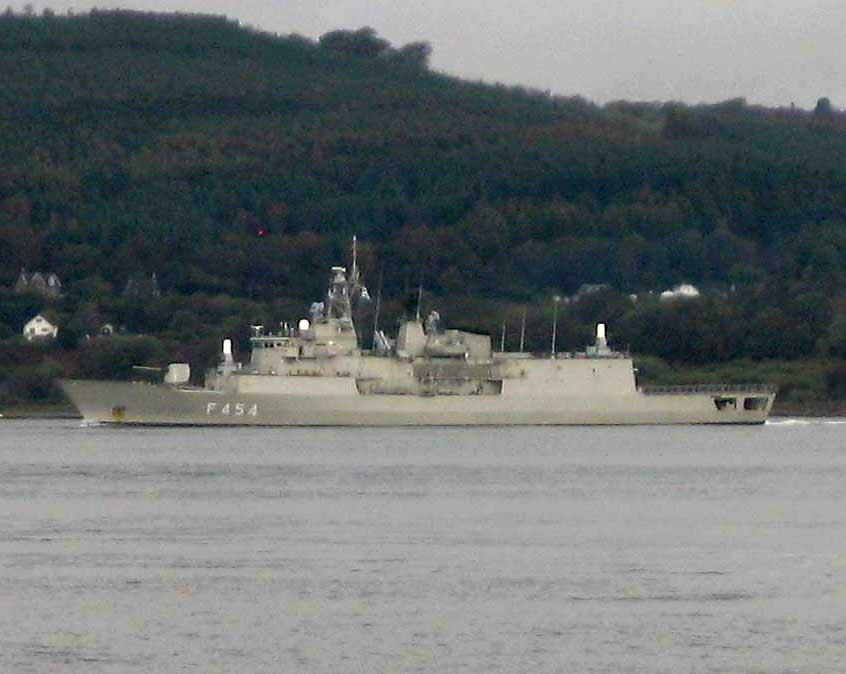
Nel 2006 durante un'esercitazione a Firth of Clyde
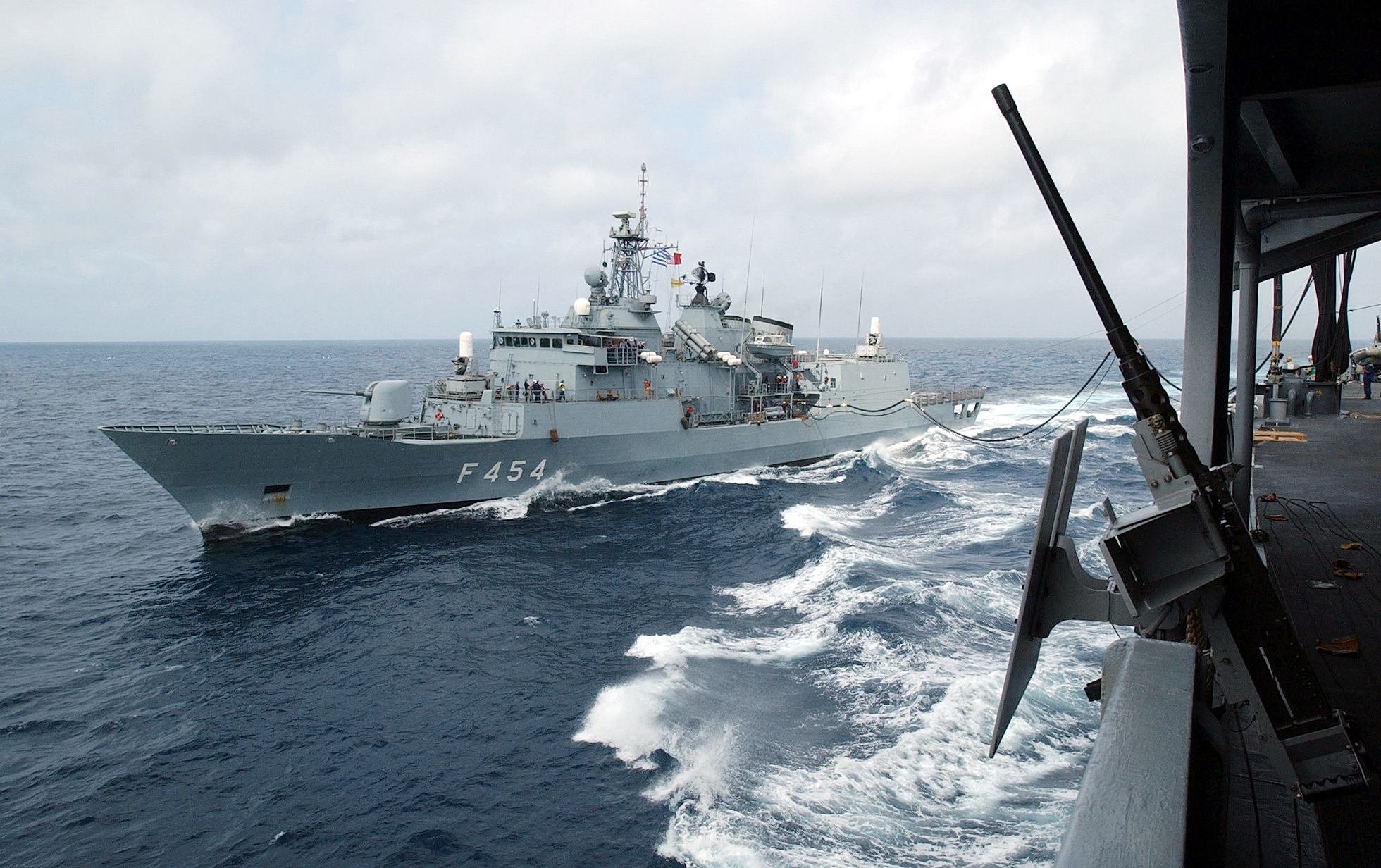
Nel 2002 impegnata in un rifornimento durante Enduring Freedom

La prima unità venne costruita in Germania nel cantiere navale Blohm + Voss di Amburgo e, dopo la consegna, durante il trasferimento verso la Grecia, ebbe il problema di un incendio a bordo al largo di Portland in Inghilterra. Completate le riparazioni, la nave giunse a Salamina il 28 gennaio 1993.

Le fregate Spetsai e Salamis
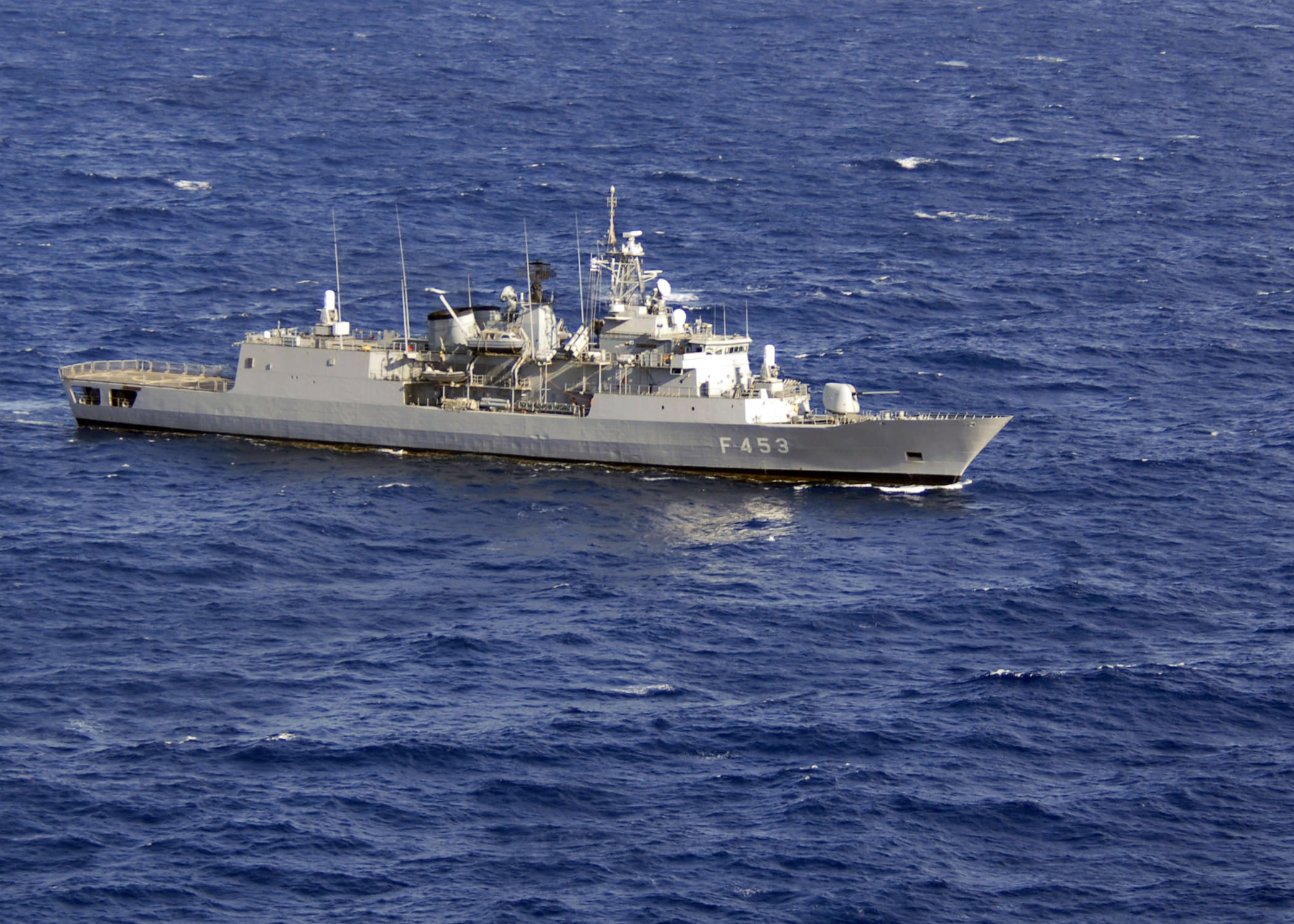
La fregata Spetsai durante un'esercitazione presso Firth of Clyde
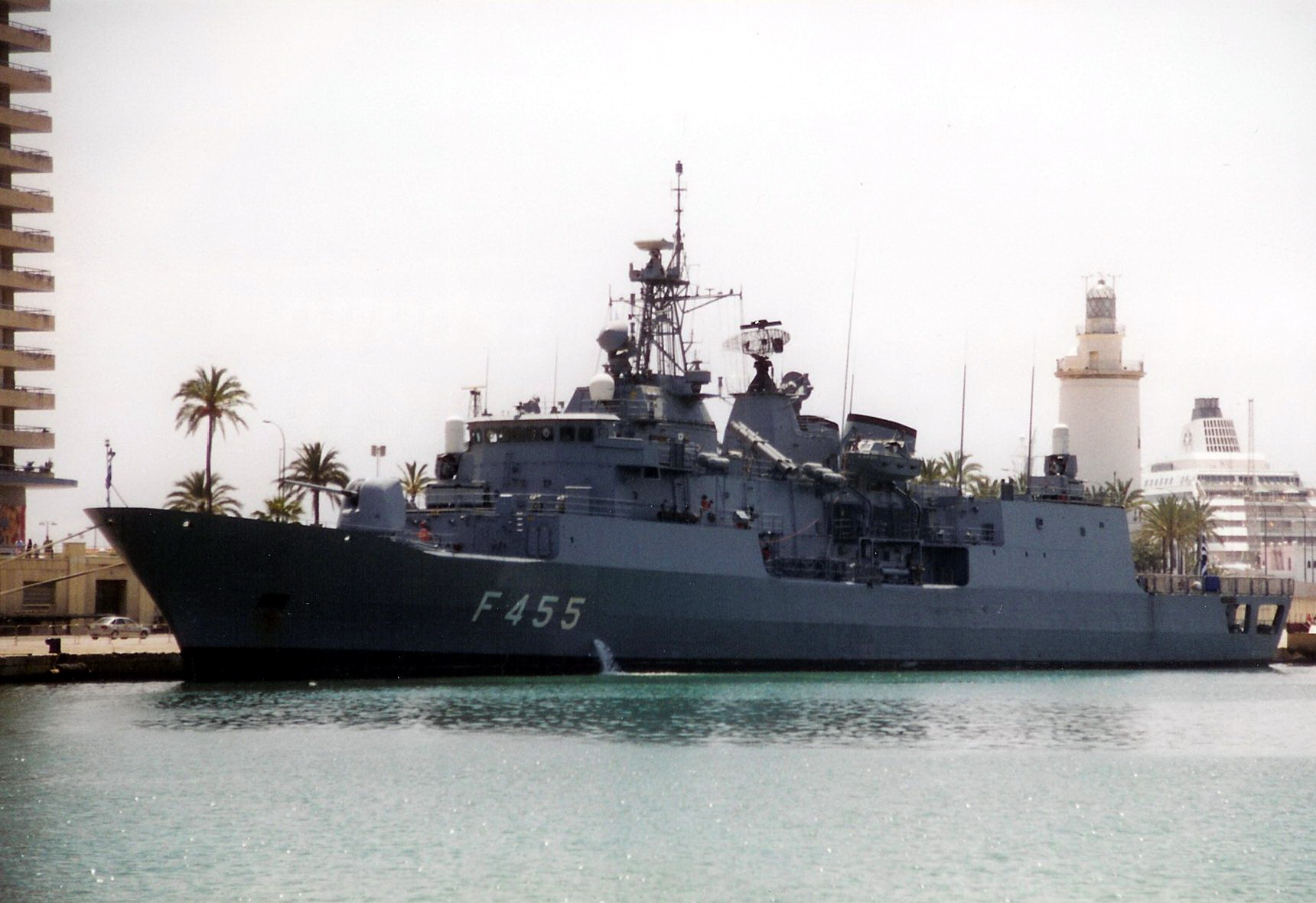
La fregata Salamis ormeggiata nel porto spagnolo di Malaga

Le altre unità vennero costruite su licenza in Grecia e la loro realizzazione venne rallentata a causa di problemi finanziari e per tre unità venne completata alla fine degli anni novanta, mentre la costruzione di due navi venne cancellata, in conseguenza del fatto che il governo greco aveva acquisito otto fregate lanciamissili olandesi della Classe Kortenaer che con le due unità dello stesso tipo che la Grecia aveva acquisito dai cantieri olandesi, all'inizio degli anni ottanta hanno costituito una classe omogenea di unità navali.

## Caratteristiche
La struttura di queste unità è leggermente allungata rispetto a quelle portoghesi della Vasco da Gama, anche se la larghezza è rimasta la stessa.

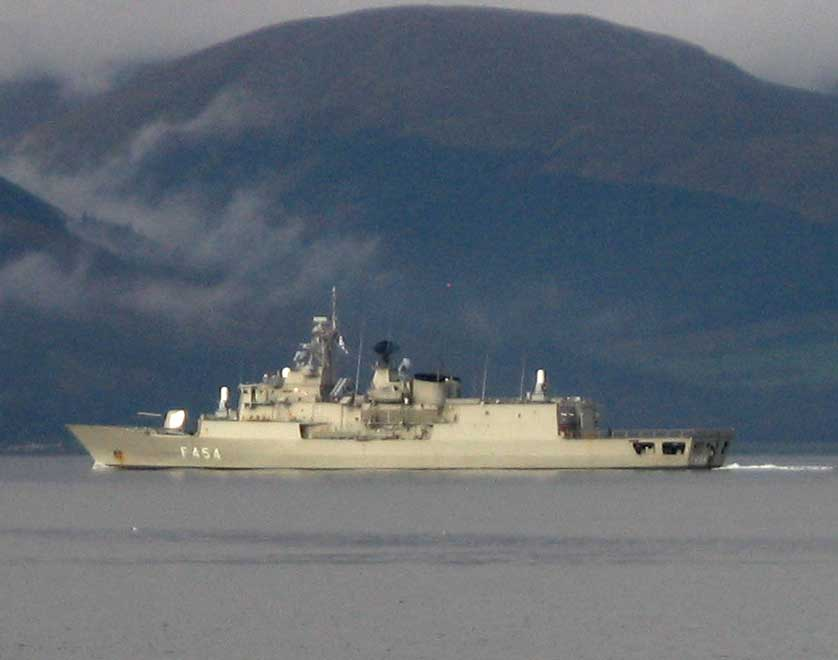
La Psara mostra alcune caratteristiche: hangar, CIWS (cupolini bianchi), cannone, missili Harpoon a mezza nave, radar sui 2 alberi e i fumaioli, accoppiati e inclinati all'esterno, tipici delle MEKO

Rispetto alle unità portoghesi è la forma della poppa, con le sovrastrutture più larghe e le fiancate dello scafo che fanno fronte comune con quelle dell'hangar, salendo per un ponte più in alto delle altre: questo dovrebbe dare la capacità di ospitare, come su altre MEKO 200, due elicotteri.
L'apparato motore è di tipo CODOG simile alle MEKO 200PN, con due motori diesel MTU (ma da 20 cilindri come sulle Yavuz e non 12 come sulle Vasco da Gama) e 2 turbine LM-2500. I due diesel MTU 20V 956TB 82, per la navigazione da crociera sviluppano complessivamente 10400hp, mentre le turbine a gas General Electric LM 2500 sviluppano una potenza di 30,328 hp ciascuna.
L'armamento artiglieresco principale è costituito da un cannone è da 127 mm Mk. 45 antinave e antiaereo. Per la difesa antiaerea di punto due CIWS Vulcan Phalanx che per permettere di disporre di un hangar più grande, per permettere l'imbarco di due elicotteri, non sono più posizionati ai lati, ma sistemati uno a prua e uno sopra l'hangar, come nel caso delle navi portoghesi, che però montano solamente un CIWS.
I lanciamissili sono gli Mk 48 a lancio verticale, per missili antiaerei a medio raggio Sea Sparrow; l'uso di lanciatori verticali rappresentò un'innovazione rispetto agli altri tipi di fregate e fu una delle prime applicazioni di questa nuova generazione di lanciamissili. Probabilmente i due lanciamissili sono sistemati a poppa, ai lati dell'hangar, motivando la presenza delle fiancate rialzate, ma la ridotta esigenza di ingombro dei due lanciamissili ad otto celle verticali Mk 48 VLS non dovrebbe compromettere la possibilità di avere un hangar per due elicotteri, anche se bisogna tenere presente che i greci hanno deciso di imbarcare su queste unità gli elicotteri Aegean Seahawk, molto più grandi dei Lynx o degli AB-212.
L'armamento missilistico antinave è costituito da otto missili antinave Harpoon, sistemati a mezza nave in due lanciamissili quadrupli.
L'armamento silurante è costituito da due lanciasiluri tripli Mk 32 da 324 mm per siluri leggeri antisommergibile del tipo Mk 46.
Nel 2007 la fregata Salamis è stata sottoposta a lavori di ammodernamento con un nuovo radar di controllo del fuoco STIR per missili antiaerei a medio raggio RIM-162 ESSM e le prove di tiro vennero completate nell'agosto 2008. Analoghi lavori di ammodernamento sono previste per le altre tre unità.

## Unità
| Nome              | Matricola | Cantiere             | Impostazione     | Varo             | Entrata in servizio |
| ----------------- | --------- | -------------------- | ---------------- | ---------------- | ------------------- |
| Hydra (Ύδρα)      | F-452     | Blohm + Voss Amburgo | 17 dicembre 1990 | 25 giugno 1991   | 12 novembre 1992    |
| Spetsai (Σπέτσαι) | F-453     | Skaramangas          | 11 agosto 1992   | 9 dicembre 1993  | 24 ottobre 1996     |
| Psara (Ψαρά)      | F-454     | Skaramangas          | 12 dicembre 1993 | 20 dicembre 1994 | 30 aprile 1998      |
| Salamis (Σαλαμίς) | F-455     | Skaramangas          | 20 dicembre 1994 | 15 marzo 1996    | 16 dicembre 1998    |